# Johann Heinrich Jacob Müller

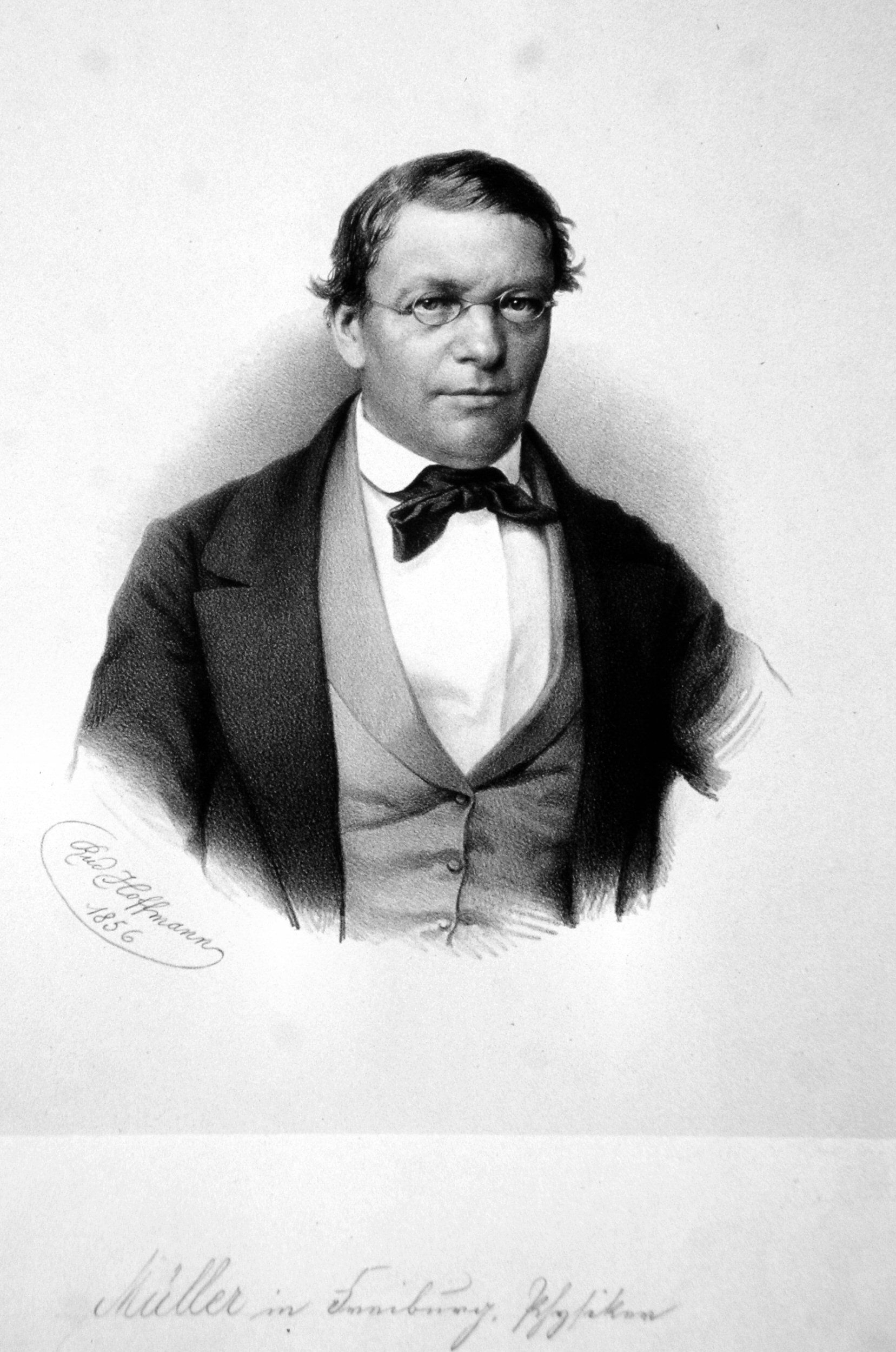
Johann Heinrich Jacob Müller, Lithographie von Rudolf Hoffmann, 1856

Johann Heinrich Jacob Müller (* 30. April 1809 in Kassel; † 3. Oktober 1875 in Freiburg im Breisgau) war ein deutscher Mathematiker und Physiker. Er ist bekannt als Begründer der deutschen Ausgabe von Pouillets Lehrbuch der Physik und Meteorologie, das auch nach seinem Tod bis in die 1930er Jahre neue Auflagen erlebte.

## Leben
Seine Eltern waren der Maler und Kupferstecher Franz Hubert Müller (1784–1835) und Anna Maria Gertrud Koerber. Seine Brüder waren Andreas (1811–1890), Constantin (1815–1849) und Carl (1818–1893). Seine Jugend verbrachte er in Frankfurt/Main und Darmstadt, wohin sein Vater von Großherzog Ludwig I. 1817 zum Galerieinspektor berufen und 1823 zum Direktor der Gemäldegalerie ernannt wurde.
1829 begann er sein Studium der Mathematik und Physik in Bonn bei Julius Plücker und ab 1832 in Gießen bei Justus von Liebig, wo er im Folgejahr mit Erklärung der isochromatischen Curven, welche einaxige, parallel mit der Axe geschnittene Krystalle im homogenen polarisirten Lichte zeigen zum Dr. phil. promovierte. Während seines Studiums wurde er 1832 Mitglied der Alten Gießener Burschenschaft Germania.
1834 wurde er Lehrer am Darmstädter Gymnasium und 1837 an der Realschule zu Gießen.
Er ist vor allem für seine Physik-Lehrbücher bekannt, als Begründer des Mueller-Pouillet genannten Lehrbuchs der Physik (ab der 9. Auflage 1886 nach seinem Tod, davor als Pouillet-Mueller bekannt). Der Braunschweiger Verleger Vieweg machte ihn auf das 1827 bis 1830 erschienene französische Lehrbuch der Physik von Claude Servais Mathias Pouillet aufmerksam (Elements de physique expérimentale et de météorologe) und Müller bearbeitete eine deutsche Ausgabe, die ab 1842/43 als Lehrbuch der Physik und Meteorologie erschien. Zahlreiche Illustrationen mit Holzschnitten steuerte Müller selbst bei (was er bei seinem Vater gelernt hatte) und er verbesserte die Darstellung kontinuierlich in vielen Auflagen. Es gab einen Atlas dazu. Er betreute noch die 8. Auflage (1873), nach seinem Tod wurde der Müller-Pouillet in weiteren Auflagen (ab 1886, ab 1905 und die 11. Auflage ab 1925/26, in 5 Bänden mit jeweils mehreren Einzelbänden, Herausgeber Arnold Eucken, Otto Lummer, Erich Waetzmann) bei Vieweg fortgeführt und von einer ganzen Reihe von Physikern bearbeitet. Nach dem Tod von Müller 1875 wurde Leopold Pfaundler von Hadermur der Herausgeber. In dem ursprünglichen Werk fand erstmals die Theorie des Magnetismus von Carl Friedrich Gauß Eingang in Lehrbücher.
1844 wurde ihm als Nachfolger von Gustav Friedrich Wucherer (1780–1843) an der Universität Freiburg der Lehrstuhl für Physik und Technologie, unter Berufung als ordentlicher Professor, übertragen. Bald darauf wurde er auch Dekan.
Er forschte zur Optik, zum Galvanismus und Magnetismus sowie über Licht- und Wärmestrahlung; seit 1846 untersuchte er auch Fraunhofersche Linien, wobei er neue Erkenntnisse über ultraviolette Strahlen und später auch über die thermische Wirkung des Sonnenspektrums gewann. 1856 wies er ultraviolette Strahlen durch Photographie nach. Er ermittelt experimentell die Gesetze des galvanischen Erglühens von Drähten, die 1861 auch von Johann Karl Friedrich Zöllner aufs Neue geprüft werden und namentlich nach Einführung der elektrischen Glühlampe große Bedeutung erlangen 1858 griff er Rumfords (1753–1814) Differentialthermometer wieder auf. Auf ihn gehen die „Müllerschen Streifen“ zurück. Diese werden bei der spektroskopischen Untersuchungen von polychromatischem Licht beobachtet, das eine zwischen gekreuzten Polarisationen befindliche optisch anisotrope Kristallplatte durchdringt.
Sein Buch Synopsis of Physics and Meteorology von 1854 begeisterte Emil Berliner.

## Veröffentlichungen
- Grundriß der Physik und Meteorologie für Lyceen, Gymnasiu, Gewerbe- und Realschulen sowie zum Selbstunterrichte. Vieweg, Braunschweig 1846
- Einleitung in die Physik unter Zugrundelegung von Leonhard Euler's Briefe an eine deutsche Prinzessin über verschiedene Gegenstände der Physik und Philosophie. Auf’s Neue nach dem Französischen bearbeitet. In drei Theilen. 1848; (Neubearbeitung der 234 Briefe von Leonhard Euler an Friederike Charlotte von Brandenburg-Schwedt aus 1760–62) (eingeschränkte Vorschau in der Google-Buchsuche)
- Bericht über die neuesten Fortschritte der Physik. 1851
- Müller, Pouillet: Lehrbuch der Physik und Meteorologie, Vieweg 1843 und öfter (eingeschränkte Vorschau in der Google-Buchsuche, Band 1 von 1868)
  - Englische Ausgabe: Principles of physics and meteorology. Hippolyte Baillière, London 1847
- Lehrbuch der kosmischen Physik. 1856, 4. Auflage 1875
- Atlas zum Lehrbuch der kosmischen Physik, 1856
- Anfangsgründe der geometrischen Disciplinen für Gymnasien, Gewerbe- und Realschulen sowie auch zum Selbstunterrichte, 3 Teile, 1859
- Grundriss der Experimentalphysik. 1852, 12. Auflage 1875
- Grundzüge der Krystallographie. 1868
- Atlas der Physik, 10 Tafeln, 1872
- Die medicinische Physik. 1866; mit Adolf Fick
- Die Temperatur der Erde. In: Harry Blake Hodges: A Course in Scientific German. (eingeschränkte Vorschau in der Google-Buchsuche)